# Zagroń (polana)
Zagroń – polana w Pieninach Czorsztyńskich. Należy do dawnej wsi Tylka, obecnie będącej częścią Krościenka nad Dunajcem w województwie małopolskim, w powiecie nowotarskim. Znajduje się w dolinie Zagrońskiego Potoku u wschodnich podnóży Gronia (675 m). Polana znajduje się na dość stromym stoku, ma długość około 400 m i znajduje się na niej jedno gospodarstwo. Zaprzestano jej użytkowania i zarasta chaszczami i lasem.
Dawniej polany pienińskie były siedliskiem licznych gatunków storczyków. Zaprzestanie użytkowania, zmiany w sposobie użytkowania lub inne czynniki (np. osuszenie terenu wskutek budowy ujęć wody) są przyczyną ich ginięcia. Na Zagroniu opisano dawniej występowanie 6 gatunków storczyków, podczas monitoringu w latach 1986–1988 znaleziono już tylko 3. W latach 1987–1988 znaleziono tu bardzo rzadkie, w Polsce zagrożone wyginięciem gatunki porostów – kropnica żółtawa Bacidia rubella, mąkla tarniowa Evernia prunastri, bielczyk proszkowaty Loxospora elatina, płaskotka rozlana Parmeliopsis ambigua, przewiertnica grabowa Porina aenea i rzadkiego rozłożyka półpromiennego Placynthium subradiatum, w 1992 r. rzadkiego grzyba purchawka łatkowata (Lycoperdon mammiforme). Na Zagroniu i w dolinie Białego Potoku znaleziono także grzyby podziemne: czarnobrzuszek filcowaty, jeleniak myszaty, jeleniak szorstki, jeleniak sarni, podziemka zmienna, trufla omszona, truflica kasztanowata, wnętrznica smardzowata, Gautieria trabutii, Hydnocystis piligera, Hysterangium nephriticum.
Zagroń znajduje się na wysokości około 550–660 m w obrębie Pienińskiego Parku Narodowego.

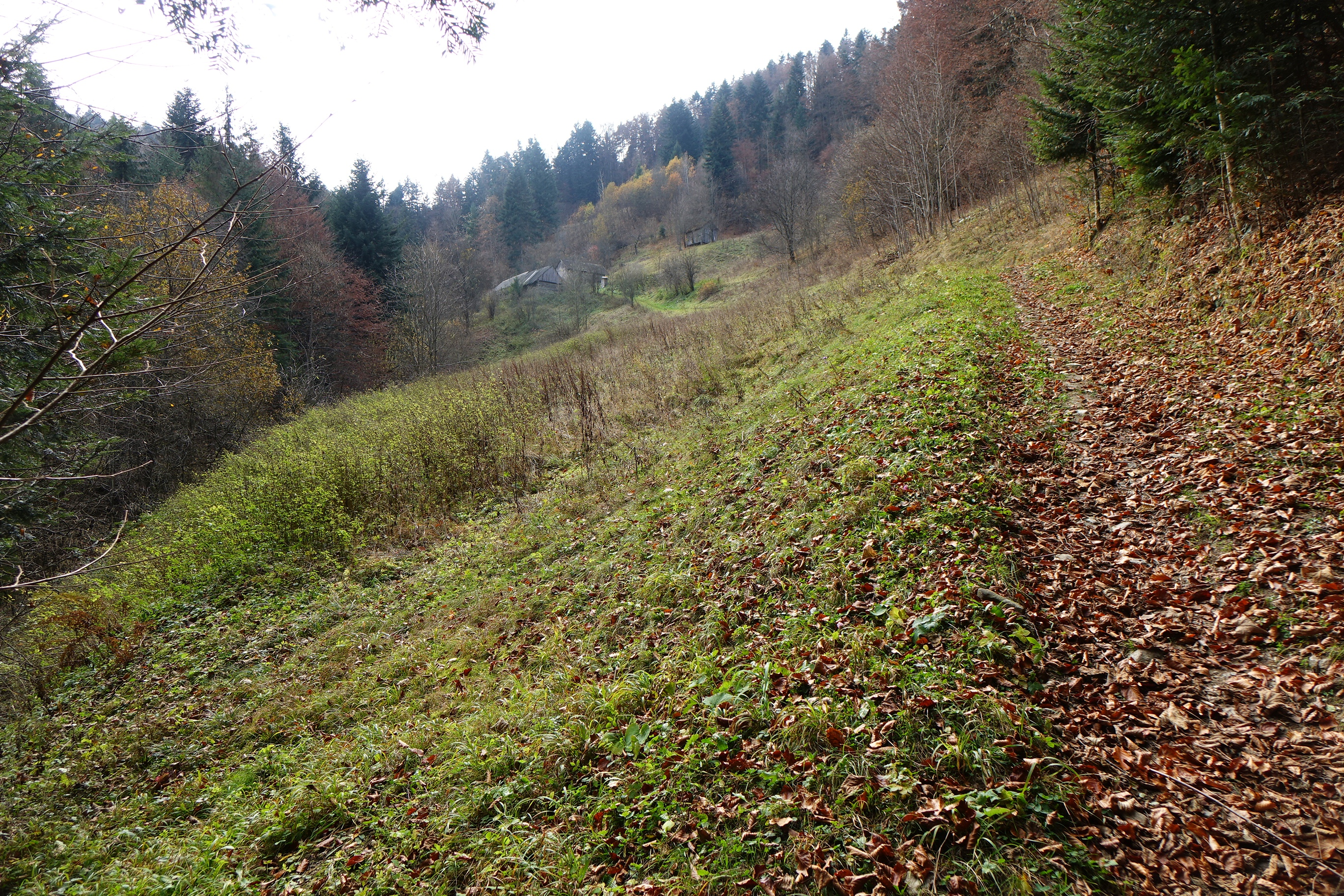
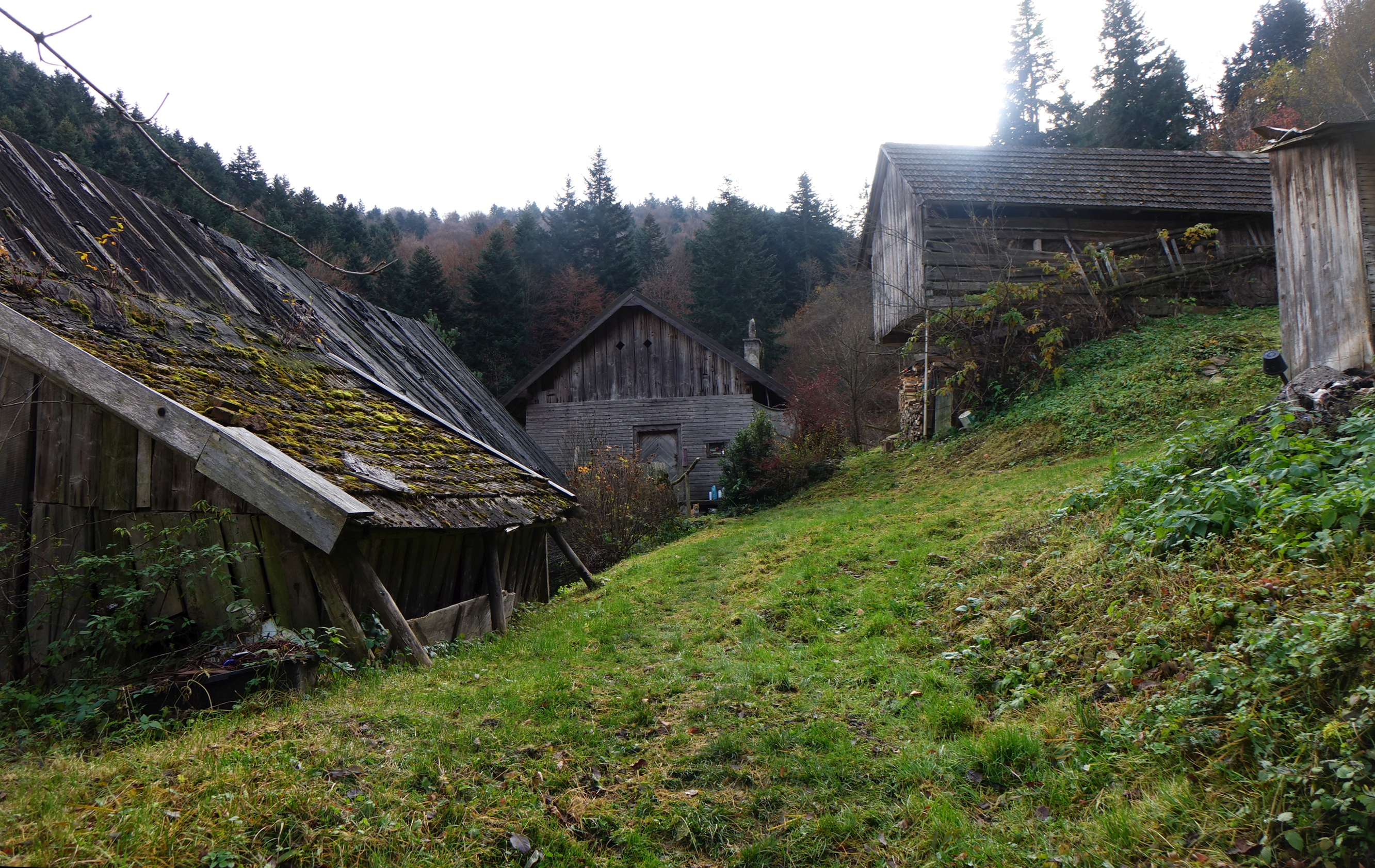
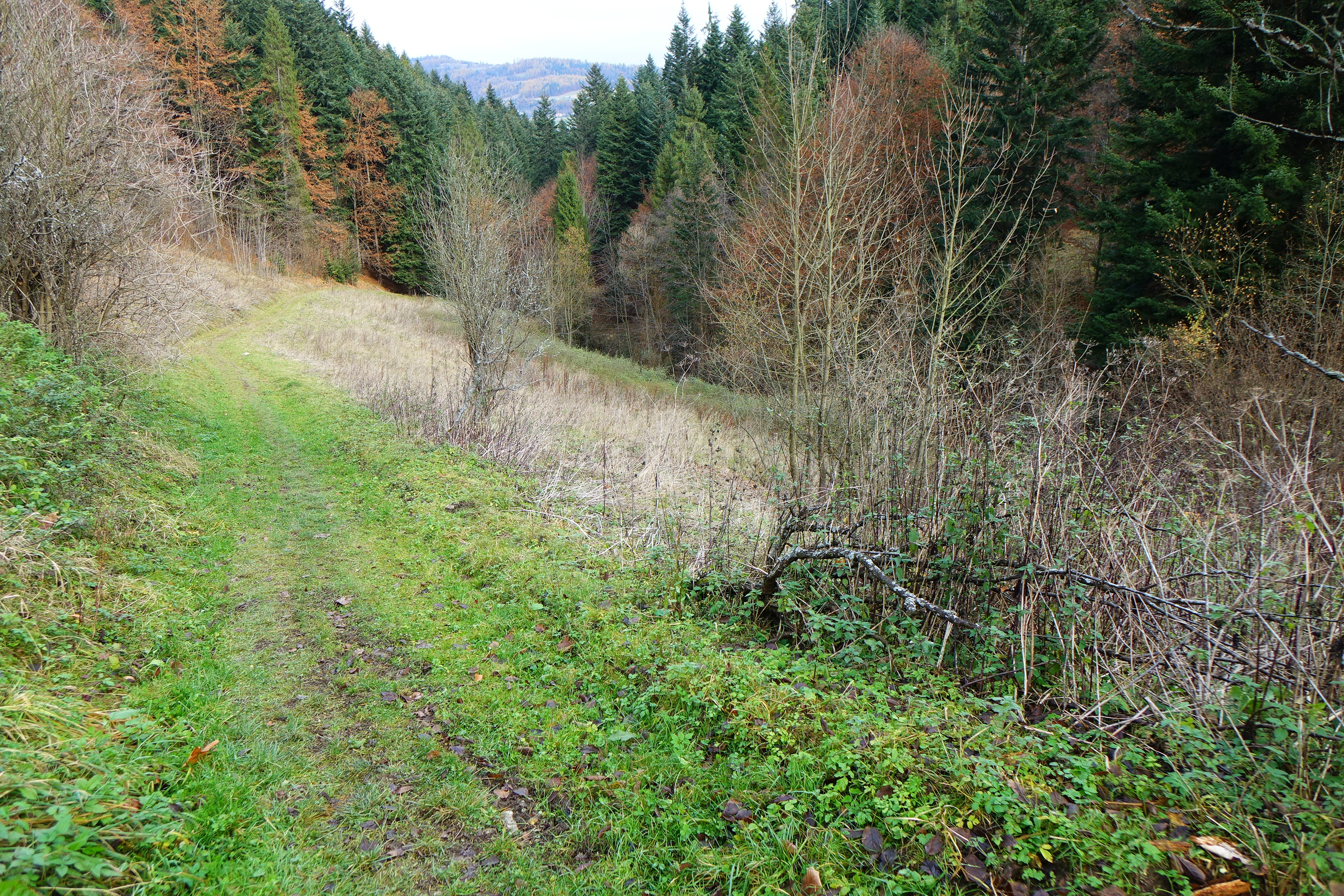